# Isacco Mariani
Isacco Mariani (Lissone, 11 aprile 1892 – Asso, 11 luglio 1925) è stato un pilota motociclistico italiano degli anni 1920.

## Carriera
Vinse numerose corse internazionali correndo soprattutto con moto Garelli nella classe 350, tra cui il Gran Premio di Svizzera del 1923, a Meyrin (Canton Ginevra) e il Gran Premio di Spagna del 1924 a Barcellona. Si piazzò al secondo posto nel Gran premio delle Nazioni dello stesso anno a Monza. 
Sempre nel 1923 e nel 1924 si piazzò secondo nel Campionato Italiano Velocità.
Morì ad Asso in seguito ad incidente avvenuto ad Oliveto Lario, località Onno, nel 1925 durante le prove del Circuito del Lario: la sua Sunbeam 350 si scontrò frontalmente con la Moto Guzzi di Primo Moretti, che rientrava ai box. In sua memoria, l'anno successivo, fu inaugurato un monumento ad Onno.